# Nápoles (província)
A província de Nápoles é uma província italiana da região de Campania com cerca de 3 086 000 habitantes, densidade de 2 924 hab/km². Está dividida em 92 comunas, sendo a capital Nápoles.
Faz fronteira a norte com a província de Caserta e a província de Benevento, a este com a província de Avellino e a província de Salerno e a sudoeste com o Mar Tirreno.